# Cleonini
Cleonini — триба подсемейства Lixinae из семейства долгоносиков.

## Описание
Прементум большой, большей частью с отчётливым поперечным швом, редко без него. Губные щупики мелких размеров, расчленены на два или три членика. Субэлитральная часть метэпистерна с более или менее выраженной скульптурой, Метэпимер можно видеть снаружи, отделён от метэпистерна, имеет хорошо выраженную скульптуру. Замочные пластины шва надкрылий почти всегда симметричные. Усиковая бороздка направлена под основание головотрубки, переходят на её наружную сторону далеко от переднего края глаза. Анальные хеты не имеются.

## Роды
- триба: Cleonini

- род: Adosomus Faust, 1904
- род: Apleurus Chevrolat, 1873
- род: Asproparthenis Gozis, 1886
- род: Bothynoderes Schönherr, 1826
- род: Chromonotus Motschoulsky, 1860
- род: Cleonis Dejean, 1821
- род: Coniocleonus Motschulsky, 1860
- род: Conorhynchus Motschulsky, 1860
- род: Cyphocleonus Motschulsky, 1860
- род: Entymetopus Motschoulsky, 1860
- род: Ephimeronotus Faust, 1904
- род: Eumecops Hochhuth, 1851
- род: Epexochus Reitter, 1913
- род: Gonocleonus Chevrolat, 1873
- род: Hemeurysternus
- род: Leucomigus Motschulsky, 1860
- род: Leucophyes Marshall, 1946 (синоним: Leucosomus)
- род: Liocleonus Motschulsky, 1860
- род: Lixomorphus Faust, 1904
- род: Mecaspis Schönherr, 1823
- род: Pachycerus Schönherr, 1826
- род: Pleurocleonus Motschoulsky, 1860
- род: Pseudocleonus Chevrolat, 1873
- род: Pycnodactylopsis Voss, 1963
- род: Resmecaspis
- род: Rhabdorrhynchus Motschulsky, 1860
- род: Scaphomorphus
- род: Stephanocleonus Motschulsky, 1860
- род: Temnorhinus Chevrolat, 1873
- род: Terminasiania
- род: Trachydemus Chevrolat, 1873
- род: Trichocleonus
- род: Xanthochelus

## См.также
- Entymetopus limis